# Ceroplesis intermedia
Ceroplesis intermedia là một loài bọ cánh cứng trong họ Cerambycidae.